# Diecéze bayeuxská
Diecéze bayeuxská (-lisieuxská) (lat. Dioecesis Baiocensis (-Lexoviensis), franc. Diocèse de Bayeux et Lisieux) je francouzská římskokatolická diecéze. Leží na území departementu Calvados, jehož hranice přesně kopíruje. Sídlo biskupství a katedrála Notre-Dame se nachází ve městě Bayeux, konkatedrála Saint-Pierre ve městě Lisieux. Diecéze Bayeux je součástí rouenské církevní provincie.
Od 12. března 2010 je diecézním biskupem Jean-Claude Boulanger.

## Historie
Diecéze bayeuxská byla založena v průběhu 2. století. V důsledku konkordátu z roku 1801 bylo 29. listopadu 1801 zrušeno biskupství v Lisieux, jehož území bylo včleněno do diecézí évreuxské, séeské a bayeuxské.
Poté, co byla diecéze lisieuxská zrušena a část jejího území včleněno do diecéze bayeuxské, bylo papežským breve z roku 1854 biskupům z Bayeux dáno právo používat titul biskup z Bayeux-Lisieux. Dne 12. června 1855 byla diecéze přejmenována na Bayeux-Lisieux.
Na začátku 21. století je diecéze bayeuxská sufragánní diecézí rouenské arcidiecéze.